# Cathédrale de la Sainte Trinité de Liepāja
La cathédrale de la Sainte Trinité (en letton : Liepājas Svētās Trīsvienības katedrāle) est une église évangélique luthérienne de la ville portuaire de Liepaja en Lettonie.

## Diocèse de Liepāja
La cathédrale est le siège de l'évêque de Liepāja, qui dirige l'un des trois diocèses de l'Église évangélique-luthérienne de Lettonie. L'évêque actuel est Hanss Martins Jensons, né le 11 juillet 1968, ordonné dans l'Église luthérienne en 2003, et consacré et intronisé évêque de Liepāja le 6 août 2016.

## Présentation
La cathédrale est un bâtiment culturel et historique et une église luthérienne située au 9 rue Lielaja à Liepaja.
La première pierre de l'église fut posée en 1742 et l'église fut solennellement consacrée le 5 décembre 1758. L'architecture intérieure et extérieure de l'église est de style baroque tardif avec des éléments caractéristiques du classiques.
L'intérieur de la cathédrale se caractérise par ses éléments rococo et son mobilier luxueux avec des sculptures en bois et des dorures.
La cathédrale a un autel de 13 mètres de haut, un confessionnal, une chaire, au deuxième étage se trouve la loge des ducs de Courlande.
La cathédrale se distingue particulièrement par son orgue à 131 jeux, 4 claviers et plus de 7 000 tuyaux, ce qui en fait le plus grand orgue mécanique du monde jusqu'en 19681968.
C'était le premier grand orgue mécanique en Lettonie et il a été fabriqué par Heinrich Andreas Contius en 1779,,.
En 1865-1866, le bâtiment subit sa première reconstruction majeure : la tour de projet originale fut surélevée à près de 55 mètres de haut.
En 1906, l'église installe un mécanisme d'horloge. Plusieurs modifications ont également été apportées à la sacristie située derrière l'autel.

## Galerie

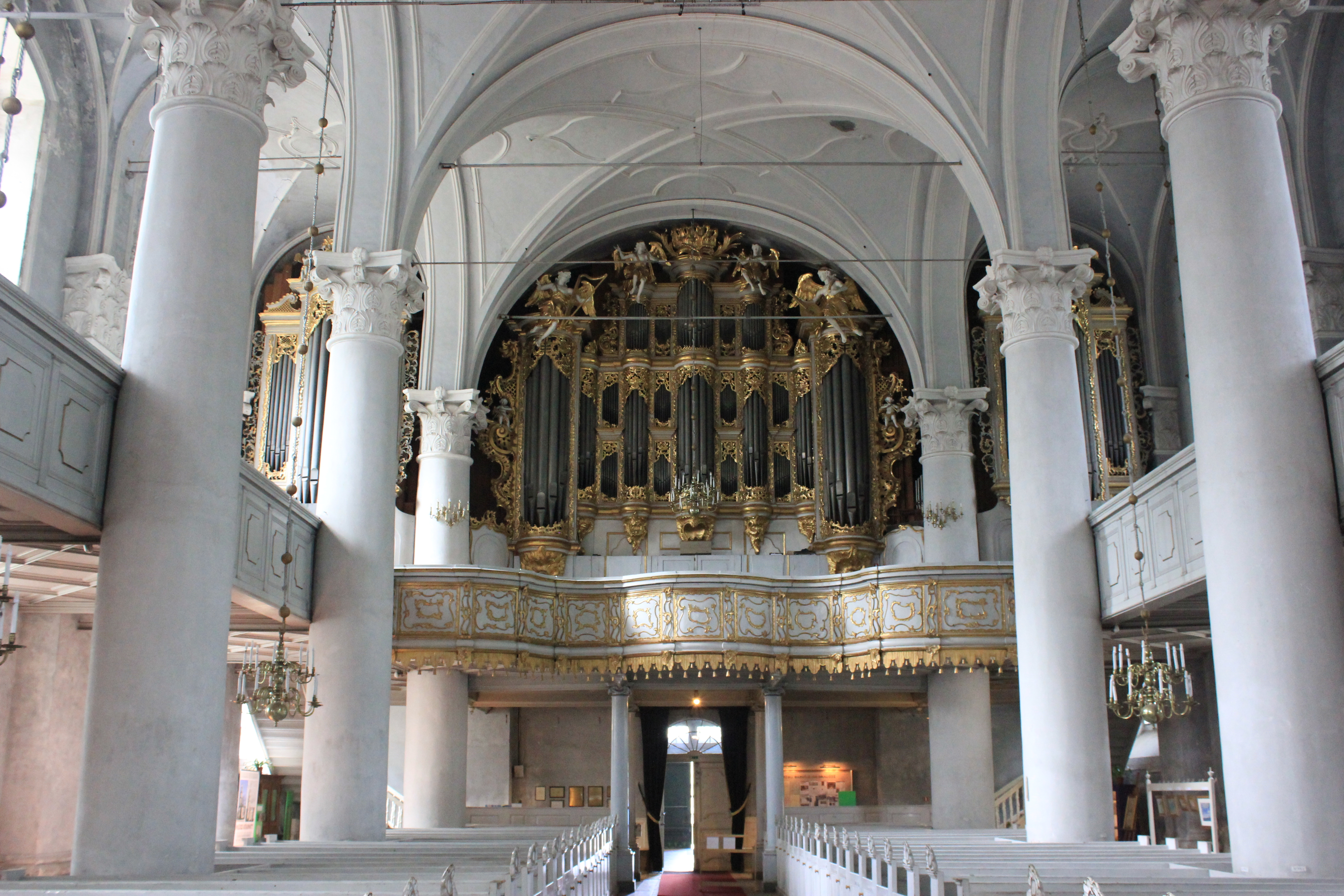
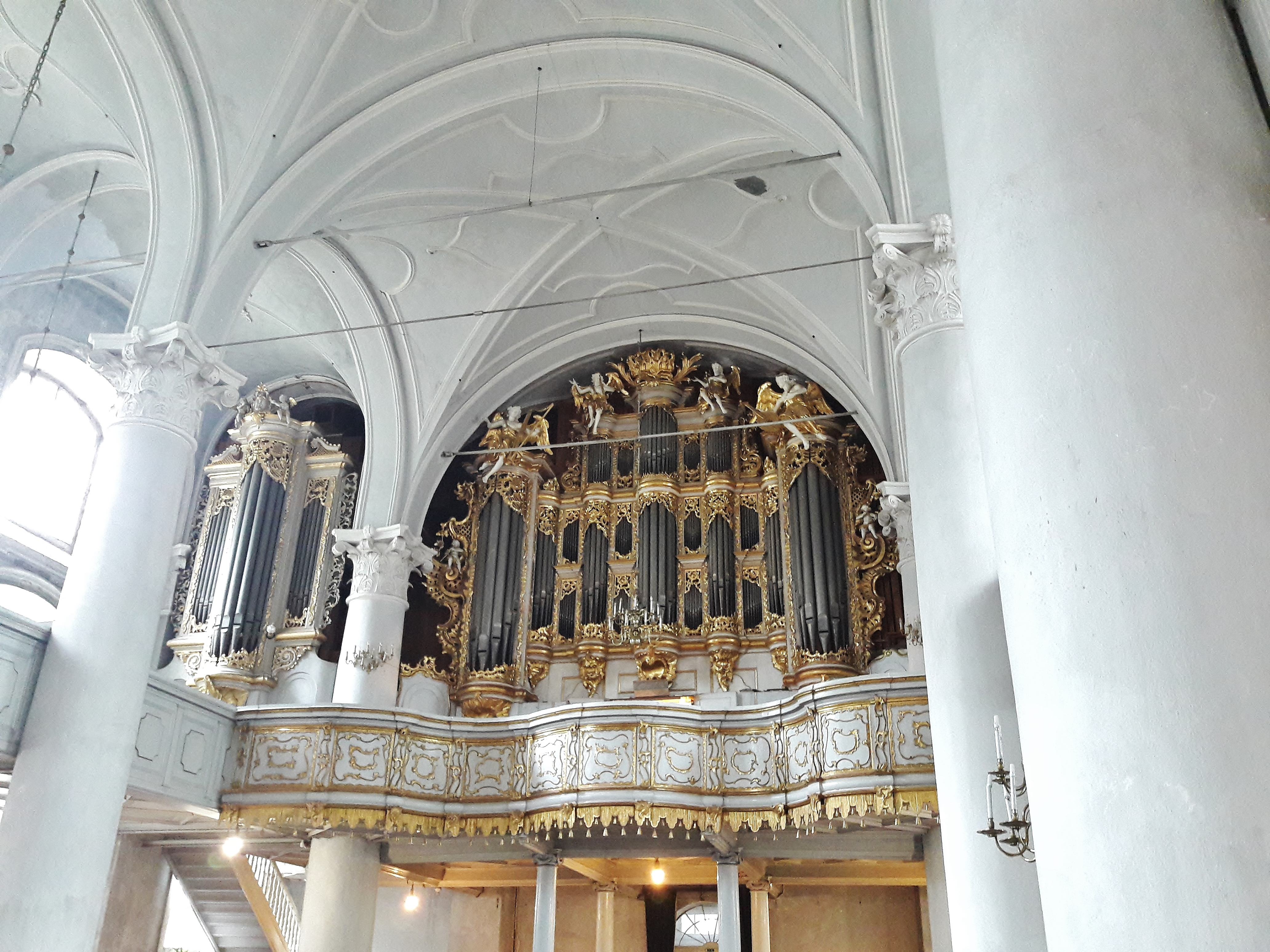
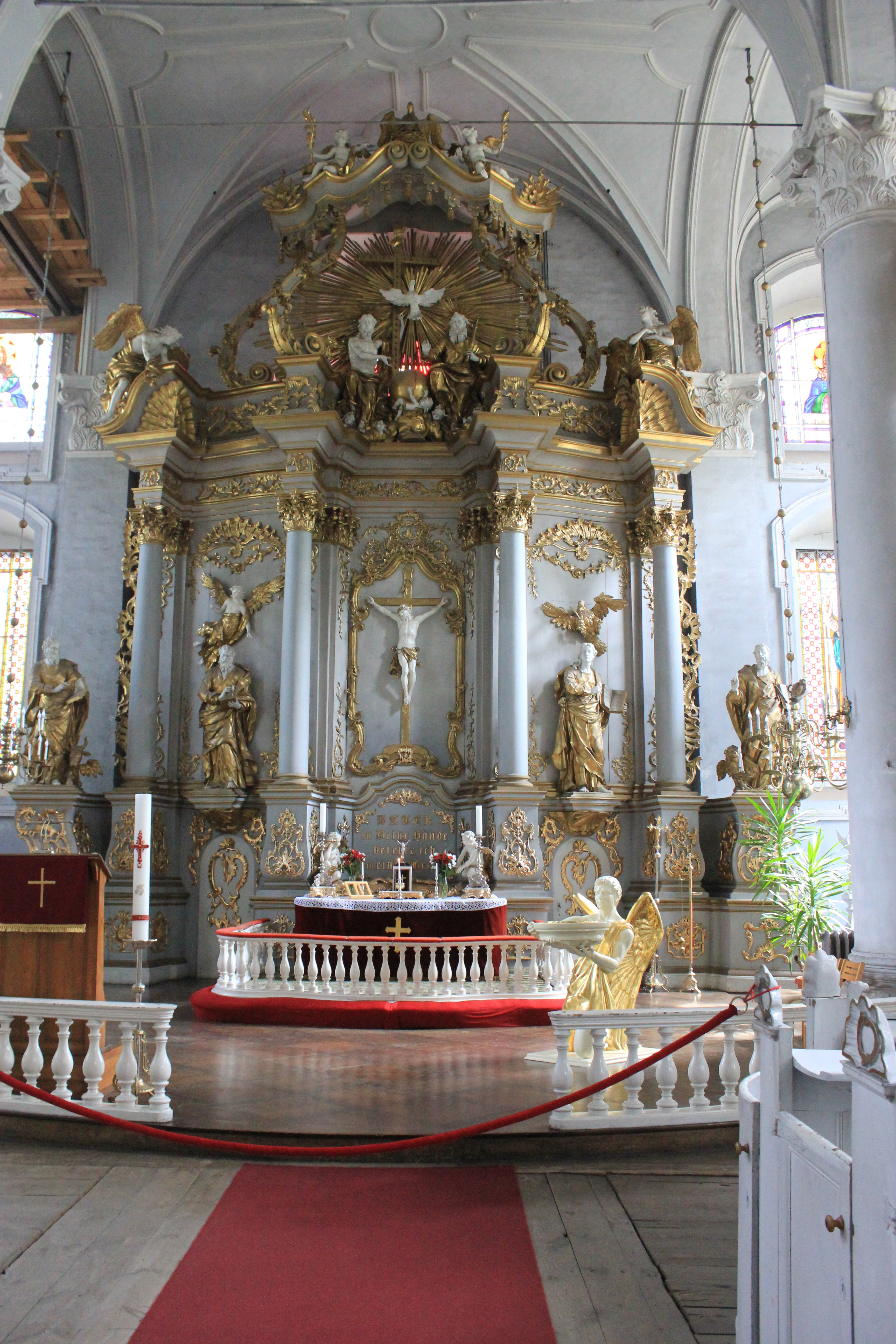
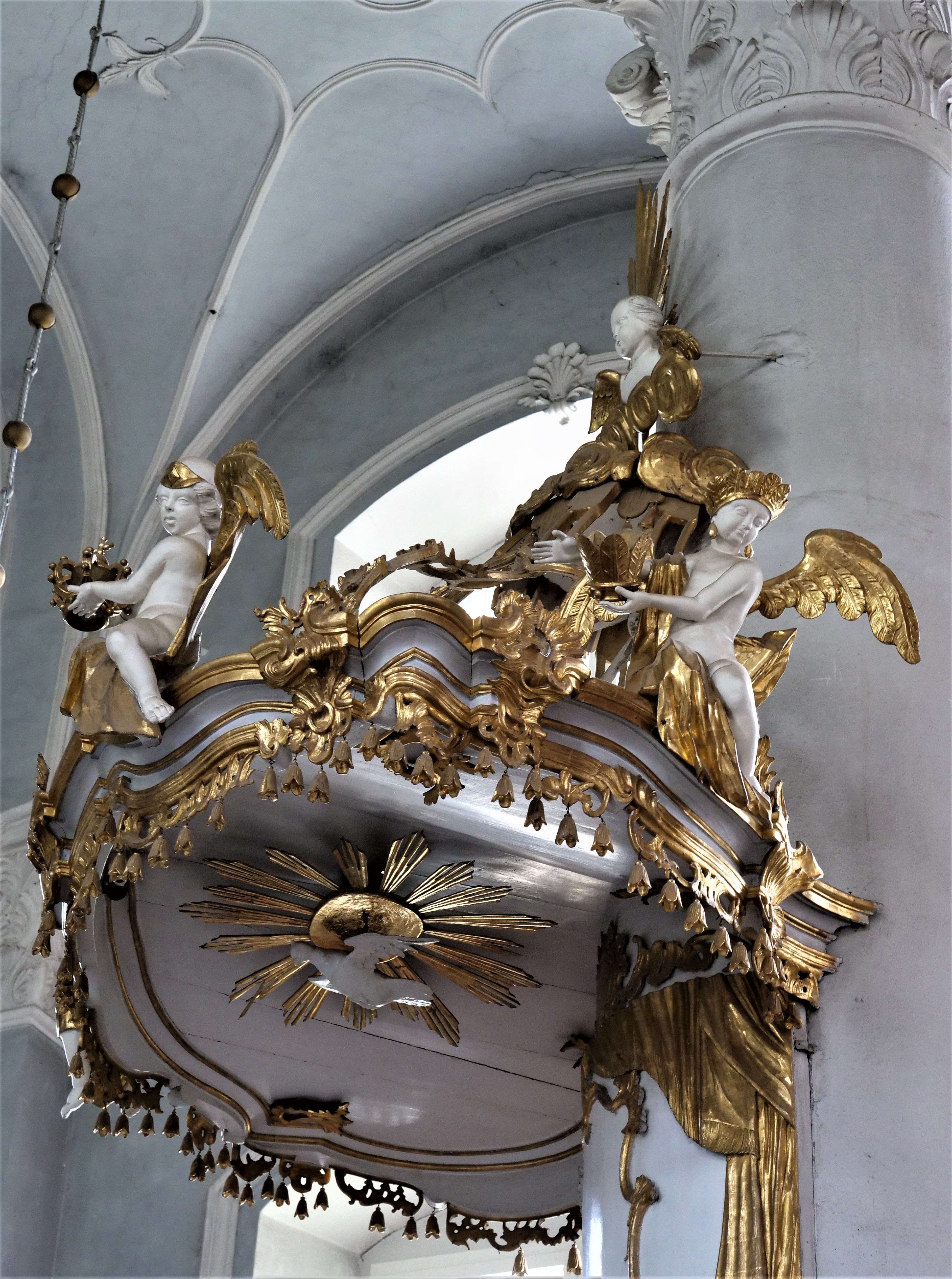
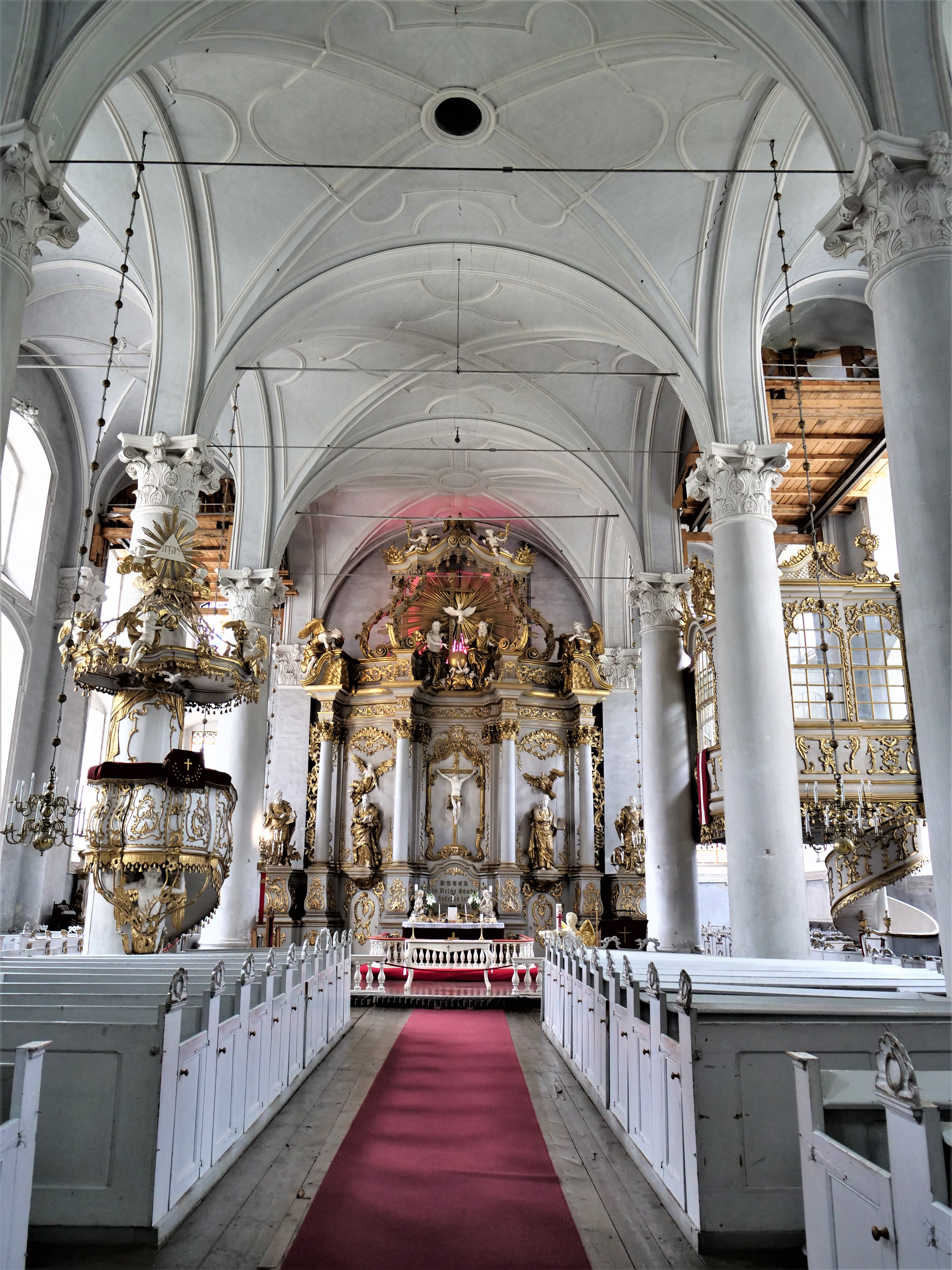
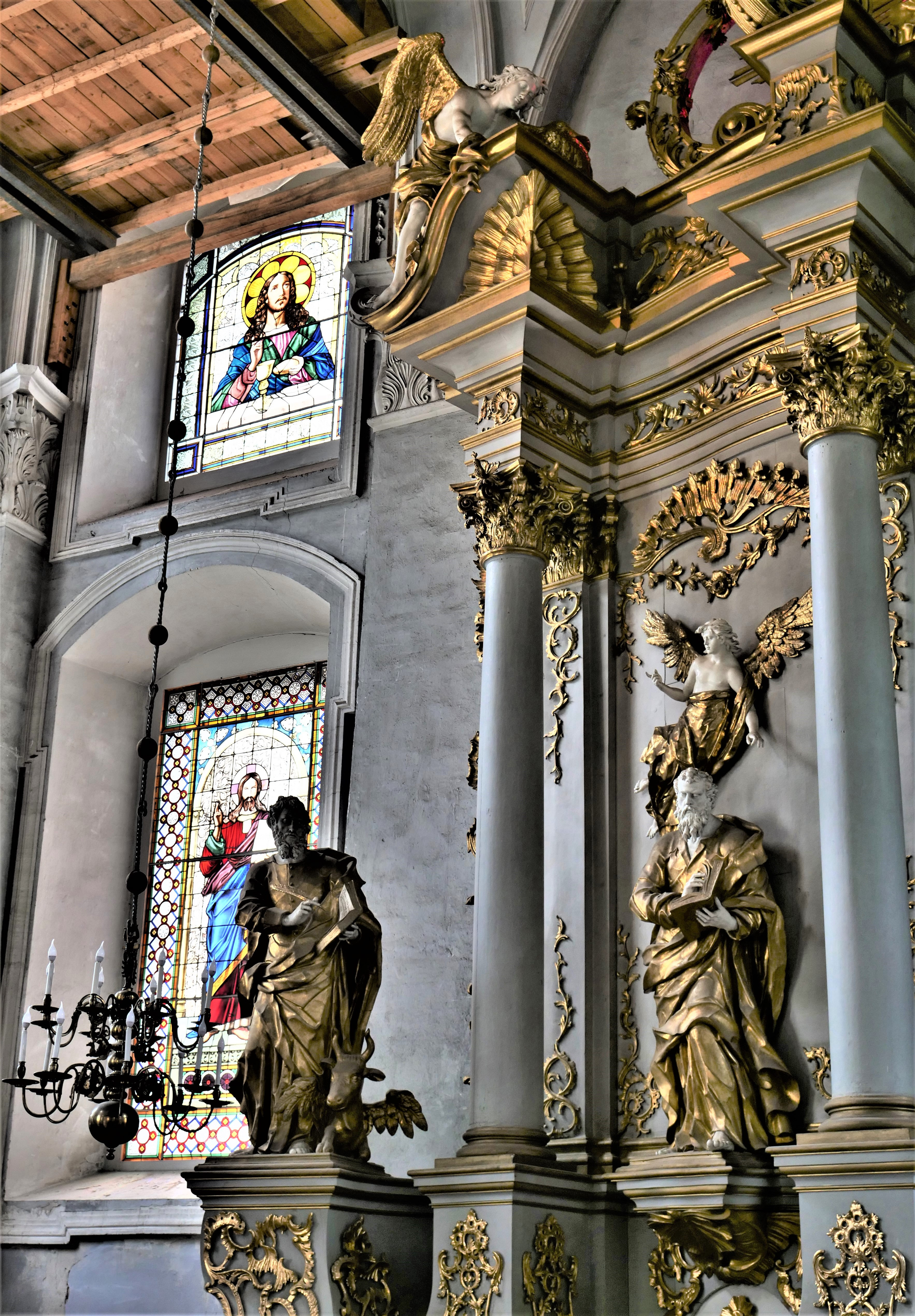
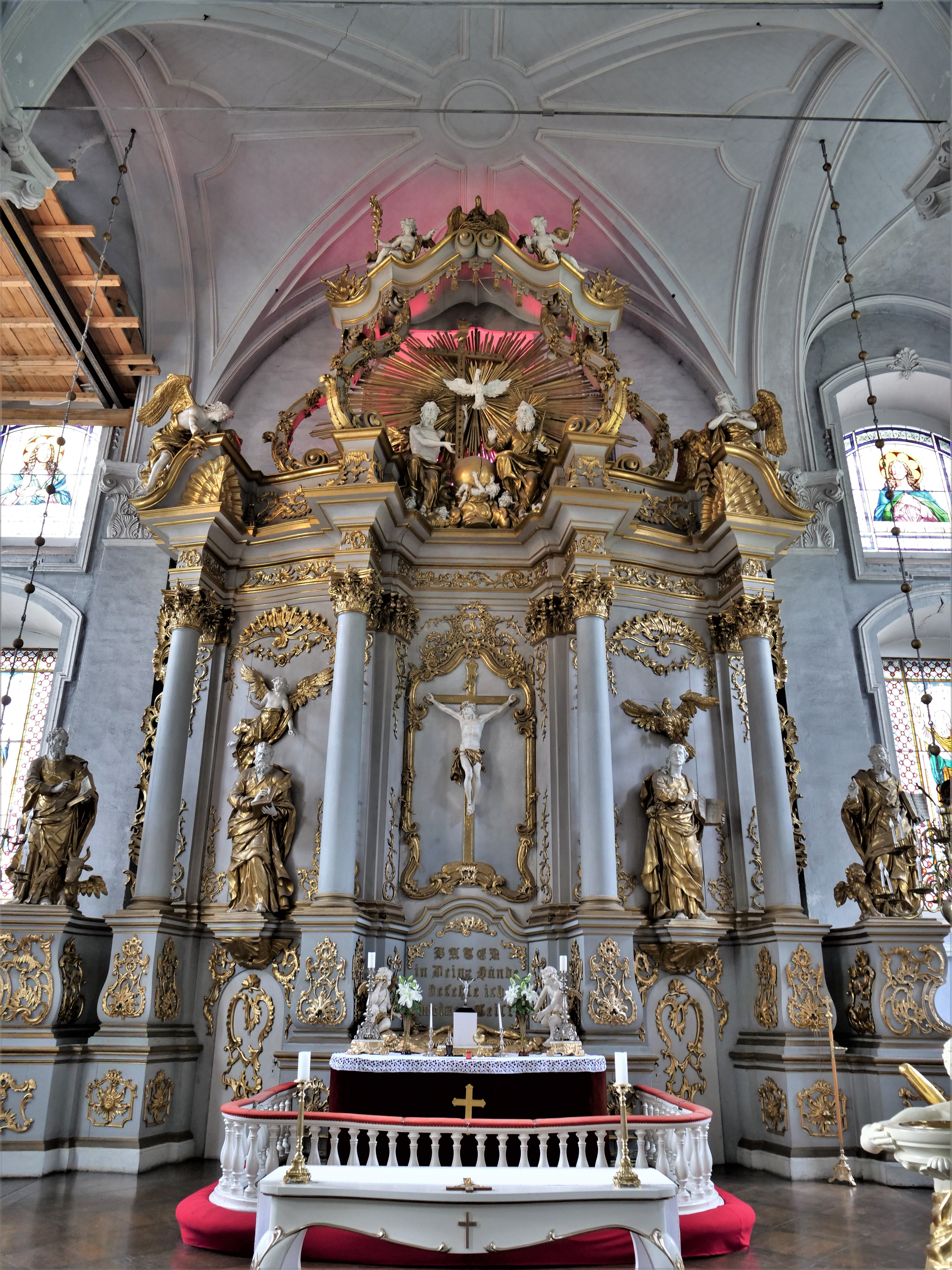